# 悪魔おじさん

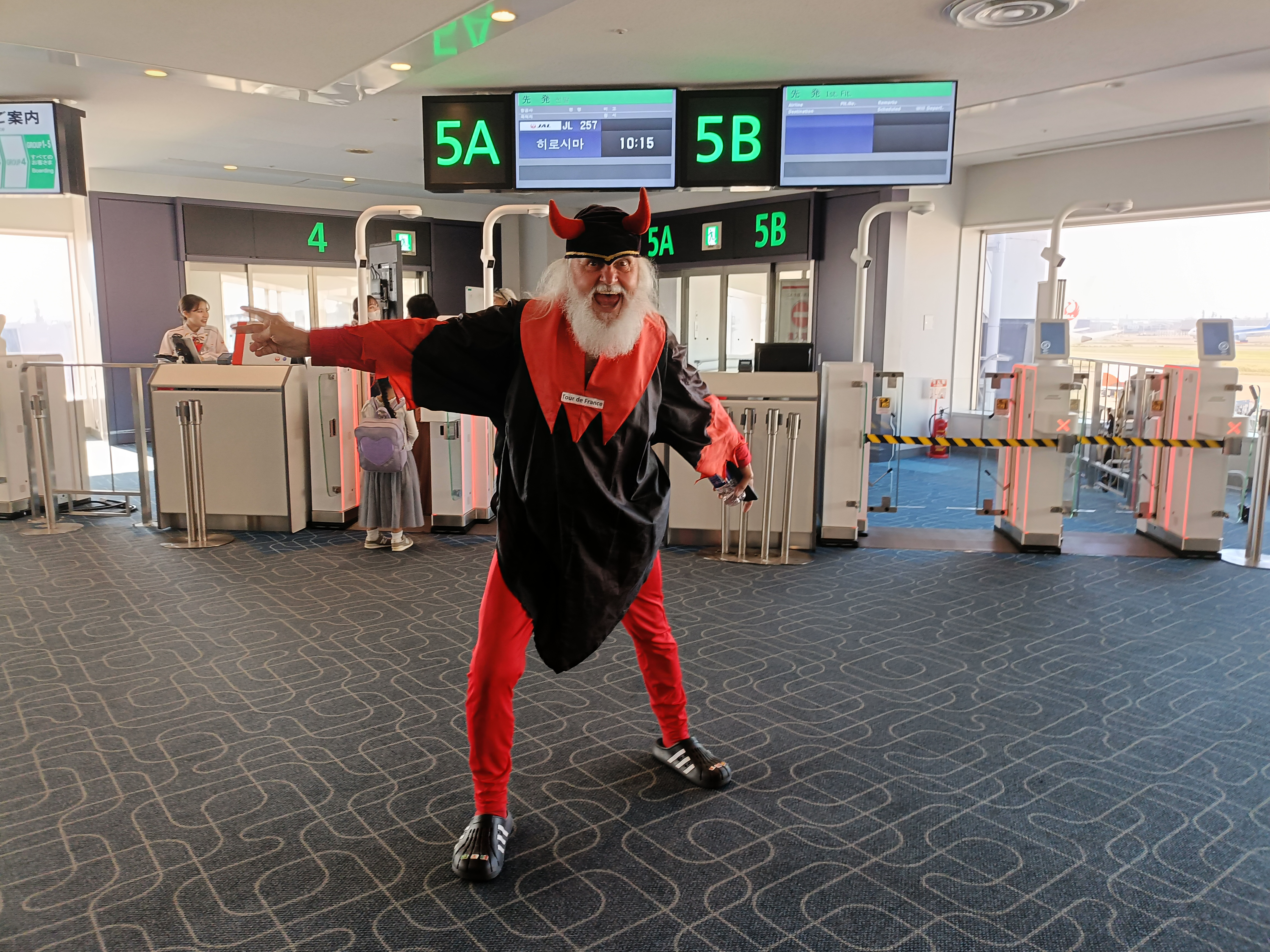
羽田空港での「悪魔おじさん」ことDidi Senft　2024年

悪魔おじさん（あくまおじさん、El Diablo＝スペイン語で悪魔）とは、熱狂的な自転車ロードレースファンとして知られる自転車フレームビルダーのディーター・ゼンフトまたはディディ・ゼンフト（Dieter "Didi" Senft, 1952年2月7日 - ）の通称である。ドイツ出身。元々はアマチュアサイクリストで、いくつかのドイツ国内の地区選手権に優勝経験がある。悪魔おじさんの本名を知る人はディディと呼ぶ。

## 概要
1993年より、ツール・ド・フランスのステージの沿道に、赤いマントに角と尻尾をつけた悪魔のコスチュームを着、手には三叉槍（トリアイナ)を持った姿でテレビ中継に登場するようになった。彼が現れる数キロ手前には三叉槍のペイントが道路に描かれている。数日間に渡る自転車レースでは、キャンピングカーを使用して、様々な場所に出没する。ツール・ド・フランスやジロ・デ・イタリアなどといった著名レースの他、クラシックサイクルレースや世界選手権自転車競技大会ロードレースにも出没する。また1996年には、夏季オリンピック自転車ロードレースを応援するために、アメリカ合衆国ジョージア州アトランタまで遠征している。自転車レースへの出没が多いが、2011年にはケルン・マラソンにも出没している。ツールドフランスには毎年出没していたが、2012年のツールドフランスでは手術を受けたためにその姿を見る事は出来なかった。
2014年11月、自身の体調不良と、スポンサー不足により引退する事が報道された。しかし彼は600ユーロの年金を頼りにして、その後の2015年および2016年のツール・ド・フランスでも「悪魔おじさん」として応援に駆けつけている。
2016年からツール・ド・フランスさいたまクリテリウムにも現れ、ファンの人気を集めた。日本へはこれが初来日であった。大会協賛企業である建物総合管理会社の「クリーン工房」が招聘した。ドイツの自宅を出発するときから、赤いコスチュームを纏い、空港やホテルや飛行機の中も「赤い悪魔」のスタイルで貫いている。荷物は背中に背負った赤色の小さなナップサック1つだけである。来日の同時に羽田空港で応援パフォーマンスをしたために初回の来日は強制送還一歩手前の騒動となった。日本での知名度が高いことに本人も驚いた様で、2017年も続いて来日することになった。2017年のツール・ド・フランスにもジュラ山脈初日の第8ステージ等で応援を行っている。
2024年11月3日、ツール・ド・フランスさいたまクリテリウムの開催翌日に広島を訪問。世界中のサイクリング競技会からの招待も多く、今回もコスタリカからの訪日であった。愛犬家として知られるディディは広島空港近くにある広島県動物愛護センターを視察した。

## その他の活動
自転車フレーム制作では、100台以上の一風変わったオリジナルフレームを製作しており、世界最大の自転車（縦7.8m×横3.7m）がギネスブックに登録されたほか、2012年時点で17のギネス記録をつくっている。これらの一見奇天烈なオリジナル自転車は、レース会場での応援の場でも披露されている。また、ドイツのテレビ局のレポーターとして契約している。

## エピソード
- 2006年のツール・ド・スイスでは、レースの前日に恒例になっている路上への槍のペイントをしたところ、後に現場を通りかかった警察に違法性を指摘され、罰金を支払うか収監されるかの選択を迫られた。結局彼はスイス警察に罰金600ユーロ、清掃料6690ユーロの支払いを命じられた（スイスでは路上ペイントは違法）。
- 婚姻歴があり、夫婦2人で赤い衣装で応援したこともあったが、その後離婚している[3]。

## ギャラリー

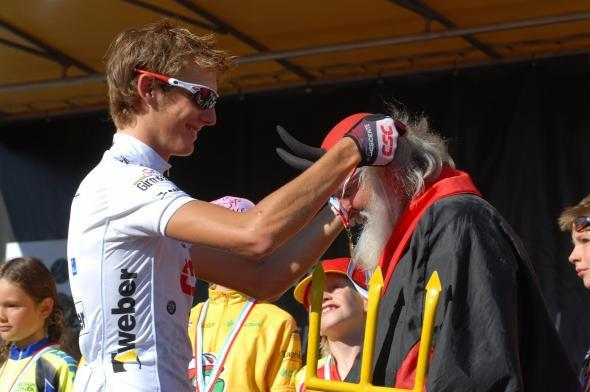
ルクセンブルクにてw:Andy Schleckと
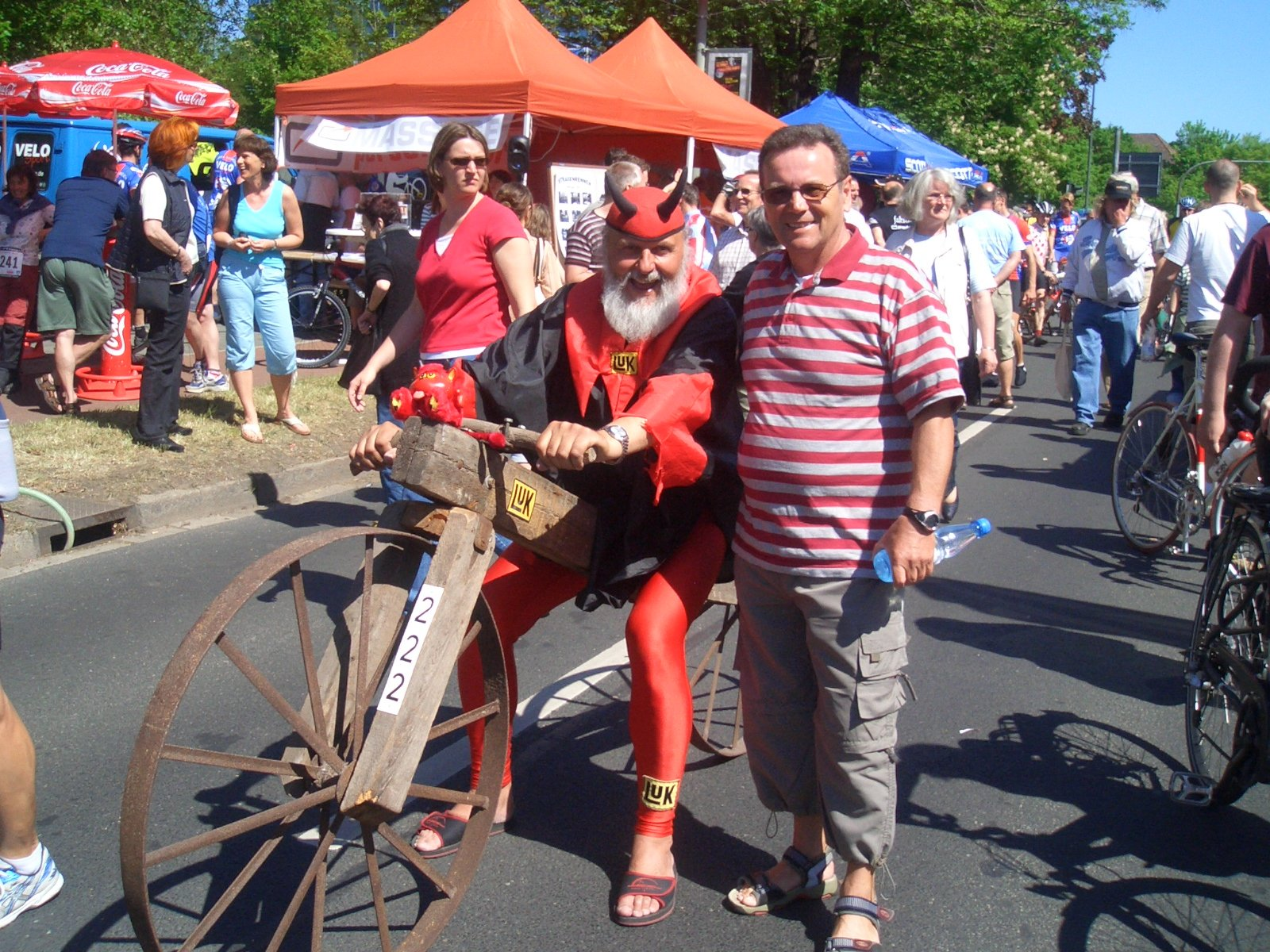
2007年の国際ニーダーザクセンサイクリングツアーにて
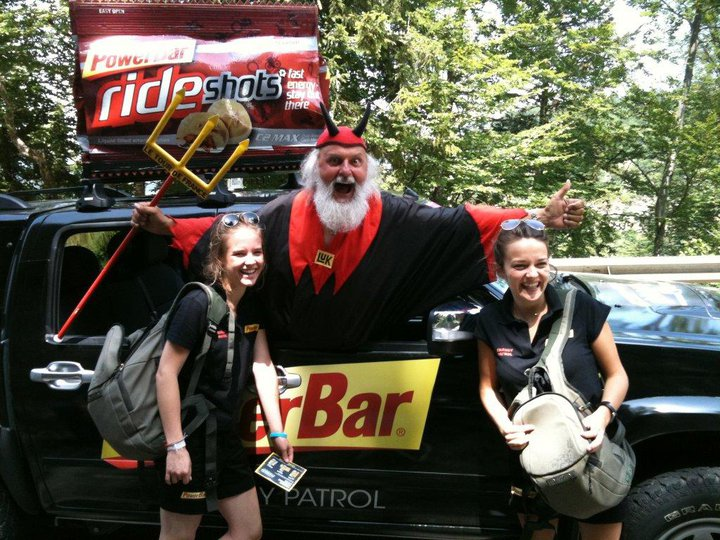
2010年のツールドフランス
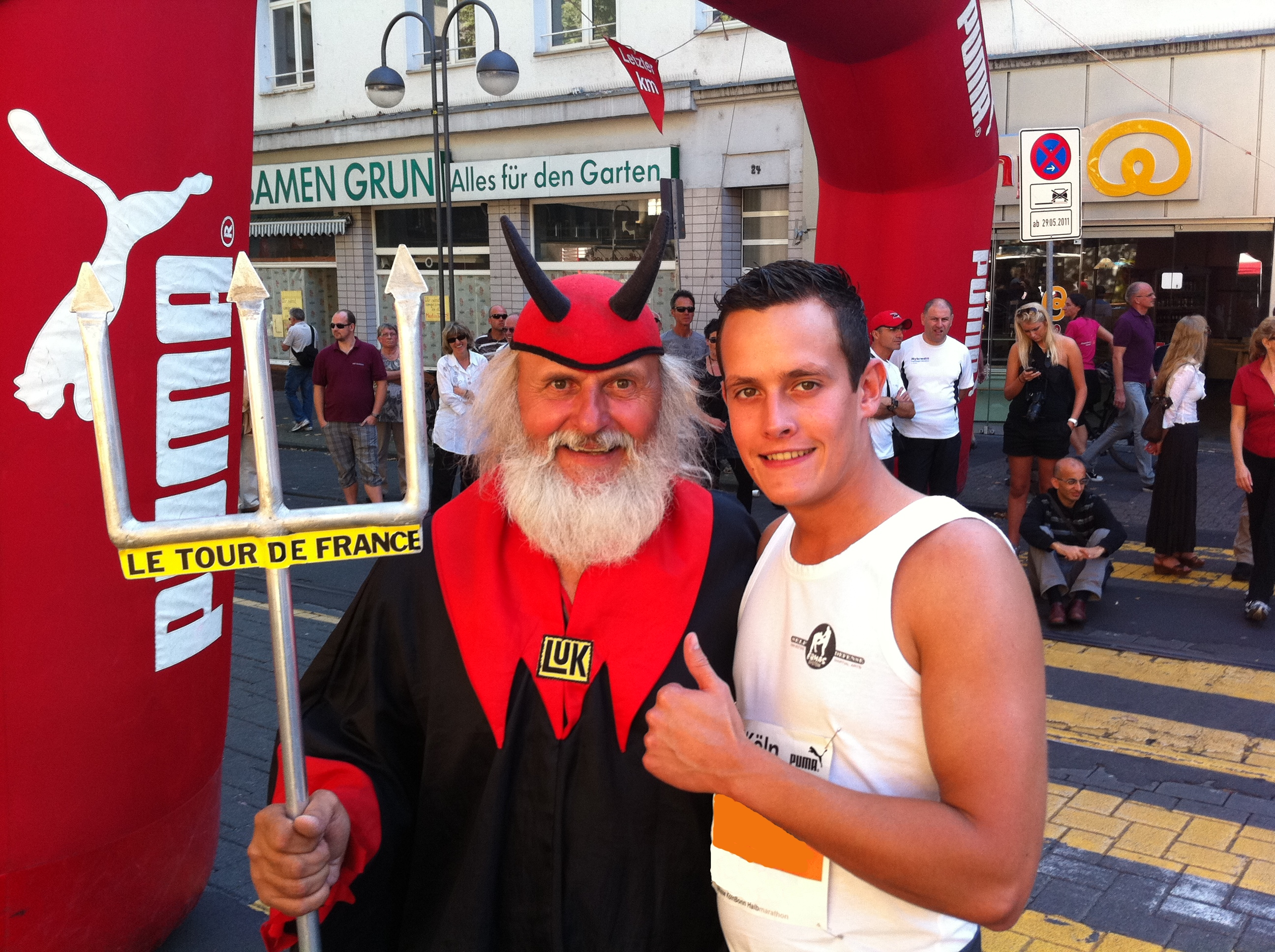
2011年のケルンマラソン
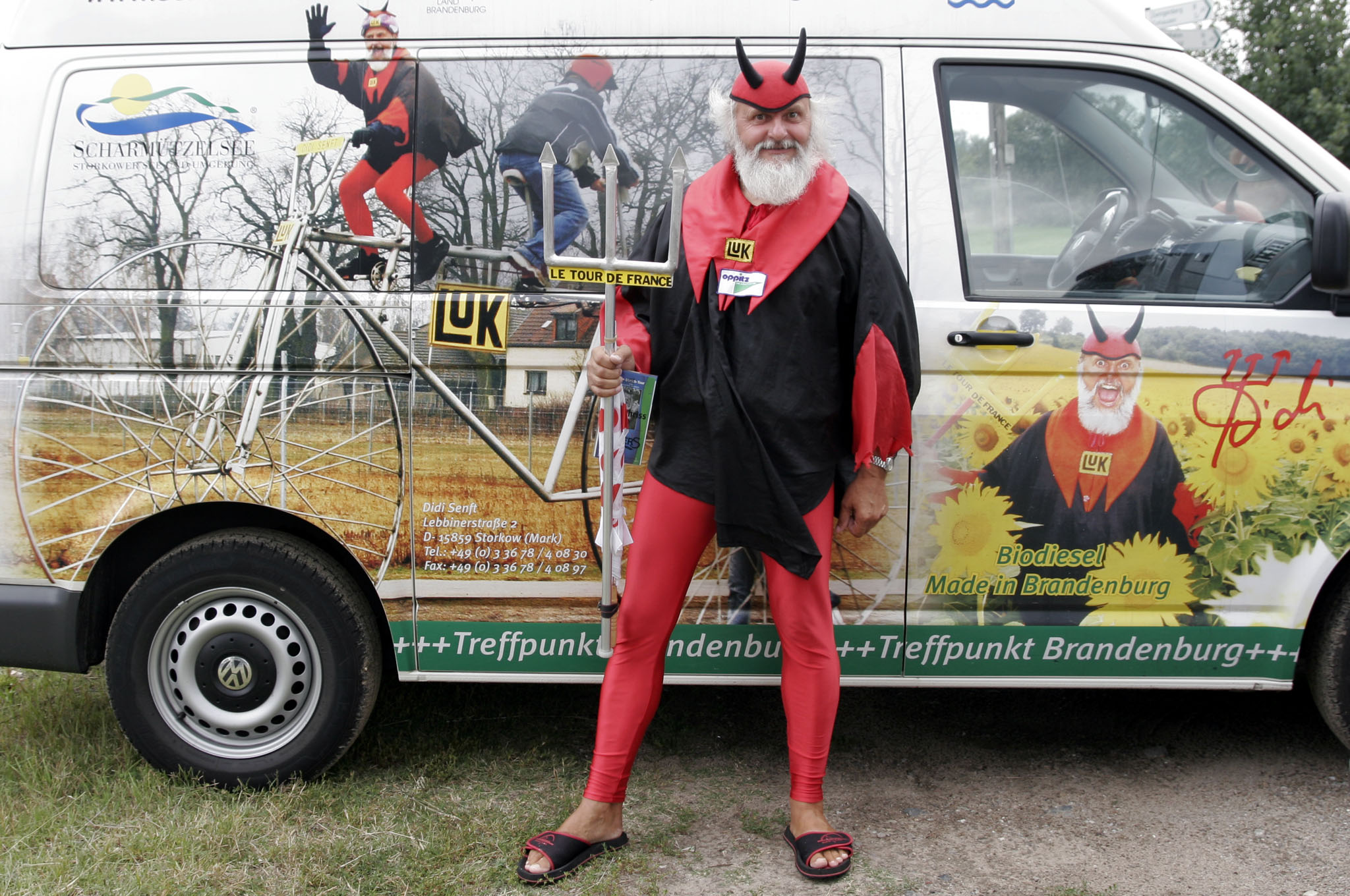
移動に使うキャンピングカーと

## 動画
- 路面にペイントされた槍のマークと本人